# Martin Fowler

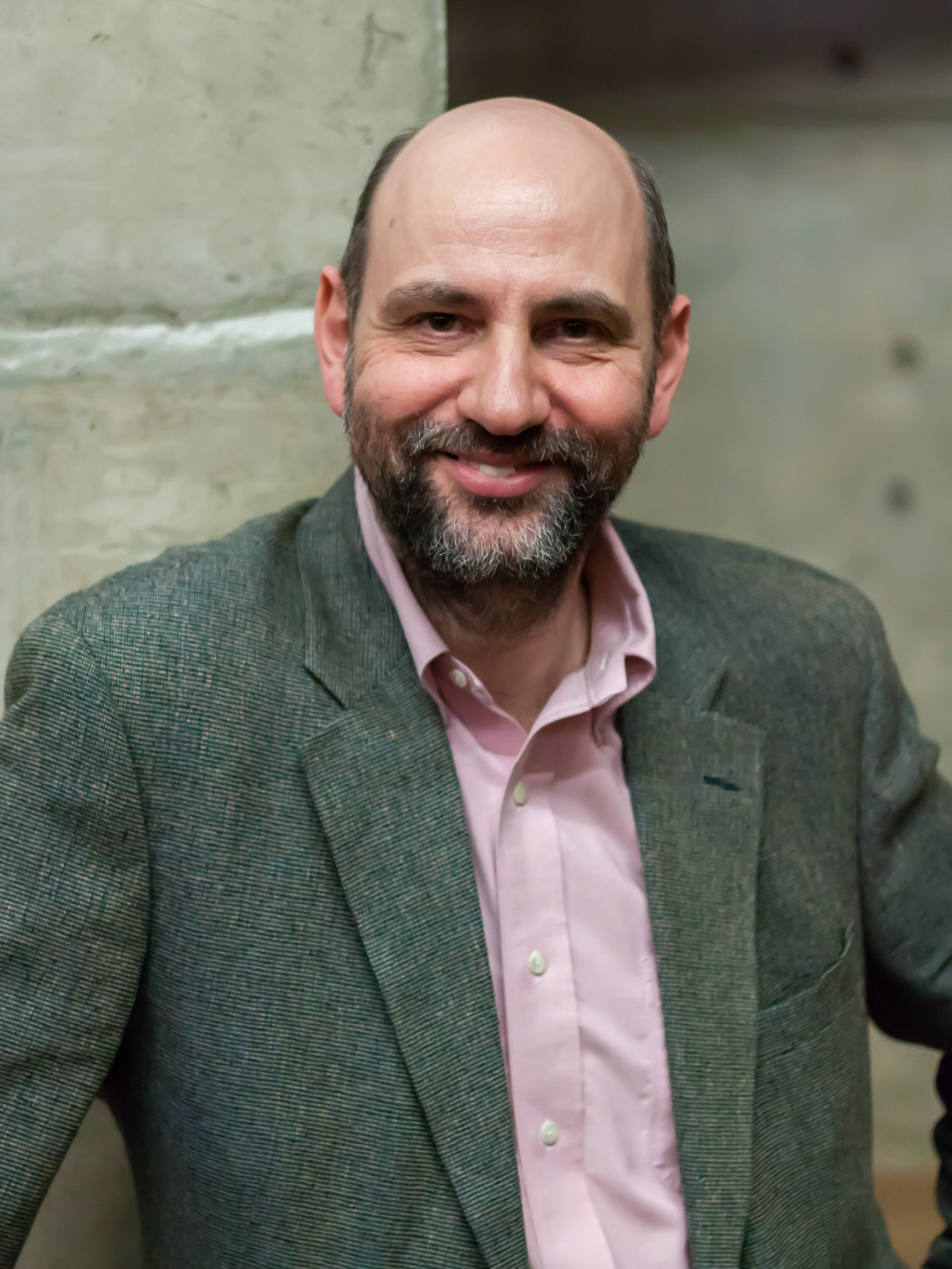
Martin Fowler w 2015

Martin Fowler jest autorem książek i znanym wykładowcą z tematyki architektury oprogramowania, specjalizującym się w analizie obiektowej i projektowaniu, UML, wzorcach projektowych, metodykach zwinnych, w tym programowaniu ekstremalnym.
Fowler rozpoczął pracę z oprogramowaniem na początku lat 80. XX wieku i napisał pięć popularnych książek na temat oprogramowania.
W marcu 2000 roku, został głównym naukowcem w firmie ThoughtWorks, zajmującej się integracją systemów i konsultingiem.
Prowadzi własną stronę bliki, mieszankę bloga i wiki.
Jest członkiem Agile Alliance i pomagał tworzyć Manifest Agile (Agile Manifesto) w 2001 roku.

## Publikacje
- Fowler, Martin. Analysis Patterns: Reusable Object Models. Addison-Wesley. ISBN 0-201-89542-0.
- Fowler, Martin, Kent Beck. Planning Extreme Programming. Addison-Wesley. ISBN 0-201-71091-9.
- Fowler, Martin (September 2003). UML Distilled: A Brief Guide to the Standard Object Modeling Language, 3rd ed., Addison-Wesley. ISBN 0-321-19368-7.
- Fowler, Martin, Kent Beck, John Brant, William Opdyke, and Don Roberts (June 1999). Refactoring: Improving the Design of Existing Code. Addison-Wesley. ISBN 0-201-48567-2.
- Fowler, Martin, David Rice, Matthew Foemmel, Edward Hieatt, Robert Mee, and Randy Stafford (November 2002). Patterns of Enterprise Application Architecture. Addison-Wesley. ISBN 0-321-12742-0.